# Toilet Kids
Toilet Kids (トイレキッズ?, Toire Kizzu) è un videogioco di genere sparatutto per PC Engine sviluppato dalla Bits Laboratory e pubblicato dalla Media Rings nel 1992.

## Trama
Un ragazzo si ritrova improvvisamente in un mondo sconosciuto dopo essere stato risucchiato all'interno della propria toilette. Per tornare a casa dovrà sconfiggere il guardiano di questo mondo.

## Modalità di gioco
Il gioco è uno sparatutto a scorrimento verticale ambientato in un mondo popolato da bizzarri personaggi, i quali ricorrono sovente a un umorismo di tipo scatologico. Si struttura su quattro livelli, ognuno dei quali ha un tema differente. Il giocatore può colpire sia i nemici aerei sia i nemici a terra in un sistema simile a quello introdotto in Xevious.

## Accoglienza
| Testata             | Giudizio |
| ------------------- | -------- |
| Famitsū             | 26/40    |
| PC Engine Fan       | 18,68/30 |
| Aku shumi game kikō | Negativo |